# Інтерактивність
Інтерактивність (від англ. Interaction - «взаємодія») — визначення, яке розкриває зміст і ступінь взаємодії між об'єктами. Використовується в таких галузях: теорія інформації, інформатика та програмування, системи телекомунікацій, соціологія, педагогіка, проєктування взаємодії, музейна справа,  промисловий дизайн та інших.
Нині (2000-і) серед фахівців перерахованих областей відсутнє певне усталене тлумачення значення цього терміна. Проте, узагальнено, його можна визначити так:
Інтерактивність — спосіб організації системи, за якого мета досягається інформаційним обміном складових цієї системи. Компонентами інтерактивності є всі складові співдіючої системи, за допомогою яких відбувається взаємодія з іншою системою / людиною (користувачем).
Інтерактивна інформація на сайті — повідомлення (дані) про взаємодію інших користувачів із сайтом, що показуються вам у дійсному часі. До прикладу це: кількість відвідувачів на сайті, останні коментарі, крайні перегляди відео, фото, дописи, тощо.

## Вступ
Як зазначено вище, у багатьох галузях, пов'язаних з інтерактивністю, зокрема таких як наукова інформатика, комп'ютерні науки, взаємодія людини з комп'ютером, тощо, існує мало згоди щодо значення терміна «інтерактивність», але більшість визначень пов'язані із взаємодією між користувачами та комп'ютерами й іншими машинами через інтерфейс користувача. Однак інтерактивність також може стосуватися взаємодії між людьми. Проте, це зазвичай передбачає співдію між людьми та комп'ютерами, а інколи і взаємодію між комп'ютерами через програмне забезпечення, обладнання та мережі.
Існує кілька поглядів на інтерактивність. З точки зору «непередбачених обставин» існує три рівні інтерактивності:
  1. Не інтерактивний, коли певне повідомлення не пов'язане з попередніми повідомленнями.
  2. Реактивний, коли повідомлення пов'язане з одним безпосередньо попереднім повідомленням.
  3. Інтерактивний, коли повідомлення пов'язане з низкою попередніх повідомлень і зв’язком  між ними.
Одне дослідження провело чітку межу між взаємодією та інтерактивністю. Оскільки англ. суфікс «ity» використовується для утворення іменників, що позначають якість чи стан, у цьому дослідженні інтерактивність визначається як «властивість чи умова взаємодії». Ці дослідники припускають, що різниця між взаємодією та інтерактивністю важлива, оскільки взаємодія може бути присутня в будь-якому заданому становищі, але якість взаємодії міниться від низької до високої.

## Спілкування між людьми
Людське порозуміння є основним прикладом інтерактивного спілкування, яке охоплює два різні процеси; взаємодію людини з людиною та взаємодію людини з комп'ютером.

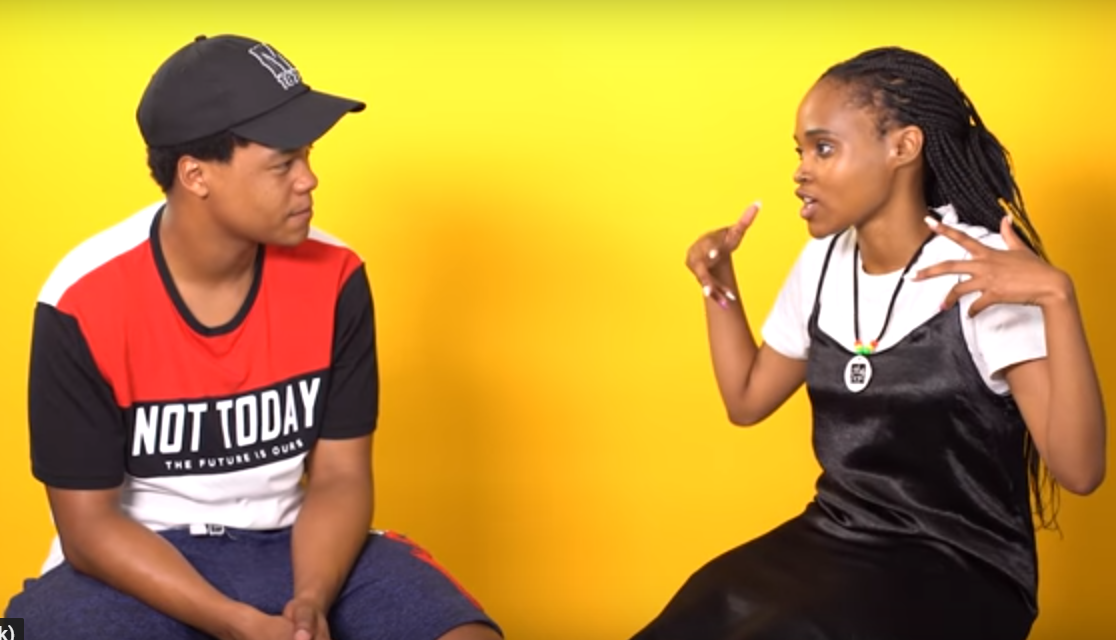
Людська інтерактивність

Взаємодія між людьми – це спілкування між людьми. Слово «інтерактивність» пов'язане і походить від терміна «взаємодія», що використовується соціологами, та який є дією принаймні двох осіб, котрі обмінюються новинами або розмовляють. Це вимагає рівнів повідомлень, які відповідають попереднім повідомленням. Інтерактивність також належить до можливості комунікаційних систем «відповідати».
З іншого боку, співдія людини з комп'ютером це те, як люди поводяться з новими медіа. За словами Ради Роя, «модель взаємодії людини з комп'ютером може складатися з чотирьох основних компонентів, що утворюються: з людини, комп'ютера, робочого середовища та машинного середовища. Передбачається наявність двох основних потоків інформації та керування; розуміння дечого як про обидвох, так і про завдання, котрі люди виконують за допомогою комп'ютерів. Загальна модель інтерфейсу людина-комп'ютер передбачає потік інформації та контроль в інтерфейсі людина-комп'ютер» за антропоморфними ознаками. Наприклад, складні автоматизовані системи, які виявляють поведінку людини та відповідають на неї, іноді називають інтерактивними. З цієї точки зору, взаємодія стосується реакції на фізичне поводження (маніпуляції) людини, таке як рух, мова тіла та/або — зміни психічного стану.

## Зв'язок людини з артефактом
Щодо взаємодії між людиною та артефактом, інтерактивність стосується інтерактивної поведінки артефакту, з яким стикається користувач-людина. Це відрізняється від інших поглядів на артефакт, таких як його зовнішній вигляд, його внутрішня робота та важливість знаків, які він може передавати. Наприклад, інтерактивність iPod - це не його предметна форма і колір (його так званий "дизайн") або здатність пристрою відтворювати музику чи обсяг пам'яті, а поведінка його інтерфейсу користувача, з яким стикається власник гаджета. Це стосується того, як користувач переміщає палець коліщатком введення та яким чином це дозволяє обирати мелодію із списку відтворення, й як користувач керує гучністю.
Інтерактивність артефакту найкраще сприймається через використання. Сторонній спостерігач може уявити, як було би застосовувати артефакт, спостерігаючи за тим, коли його використовують інші, але лише за власного застосування його інтерактивність цілком переживається і «відчувається». Це пов'язано з кінестетичною природою інтерактивного досвіду; та схоже на різницю між спостереженням за тим, як хтось водить машину і власним водінням машини. Лише під час водіння можна відчути і оцінити, чим цей автомобіль відрізняється від інших.
Академік нових медіа Вінсент Махер визначає інтерактивність як «ставлення, утворене символічним інтерфейсом між його референтною, об'єктивною функціональністю та суб'єктом».

## Інформатика
Термін «зовнішній вигляд» часто використовується для позначення специфіки інтерфейсу користувача комп'ютерної системи. Застосовуючи цю метафору, «зовнішній вигляд» відноситься до його візуального дизайну, а «відчуття» стосуються його інтерактивності. Побічно це можна розглядати як неформальне визначення інтерактивності.
Для більш докладного обговорення того, як інтерактивність була концептуалізована в літературі із взаємодії людини і комп'ютера, і як феноменологія французького філософа Мерло-Понті може пролити світло на досвід користувача, див. (Svanaes 2000).
В інформатиці інтерактивність стосується програмного забезпечення, яке приймає та реагує на введення даних від людей, наприклад повідомлень або команд. Інтерактивне програмне забезпечення охоплює найпопулярніші програми, такі як текстові процесори або програми для роботи з електронними таблицями. Для порівняння, неінтерактивні програми працюють без втручання людини, а прикладами є: компілятори та програми для пакетної обробки. Якщо відповідь досить складна, кажуть, що система здійснює соціальну взаємодію, і деякі системи намагаються досягти цього завдяки залученню соціальних інтерфейсів.

## Створення інтерактивності
Веб-інтерактивність відноситься до інтерактивних функцій, вбудованих у веб-сайти, які пропонують обмін інформацією або між комунікаційними технологіями та 

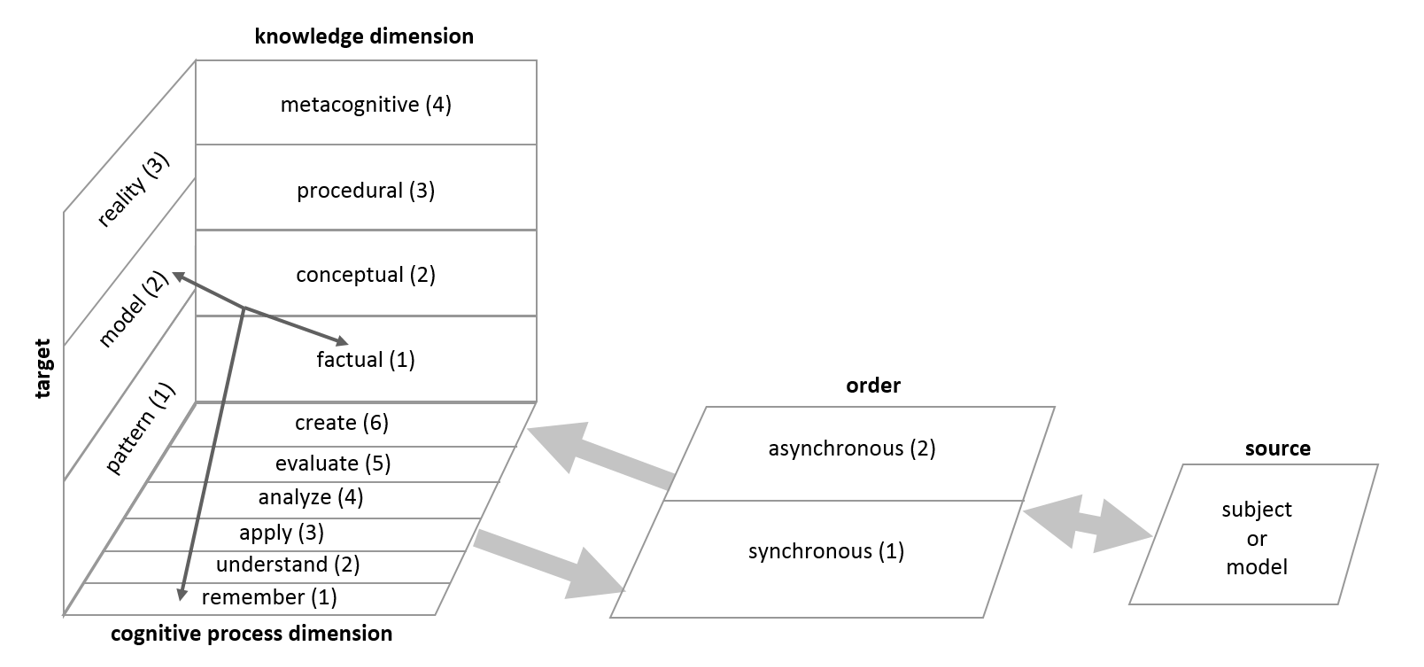
Модель багатовимірної інтерактивності

користувачами, чи між користувачами, які застосовують технології. Цей тип інтерактивності розвивається разом із новими розробками інтерфейсів веб-сайтів. Деякі інтерактивні функції передбачають гіперпосилання, зворотний зв'язок та мультимедійні дисплеї. Вікіпедія також є прикладом веб-інтерактивності, оскільки вона пишеться спільними зусиллями. Інтерактивність у нових медіа відрізняється від старих медіа тим, що забезпечує участь користувачів, а не просто пасивне споживання.
Автори веб-сторінок можуть інтегрувати JavaScript для створення інтерактивних веб-сторінок. Повзунки, засоби вибору дати, перетягування - це лише деякі з багатьох покращень, які можуть бути надані.
Доступні різні авторські інструменти для створення різноманітних видів інтерактивності. Деякі поширені платформи для створення інтерактивності охоплюють Adobe Flash та Microsoft Silverlight. До відомих авторських інструментів для створення інтерактивних елементів належить Harbinger's Elicitus.
Електронне навчання використовує концепцію, яка називається моделлю взаємодії.  За допомогою інтерактивної моделі будь-яка людина може створювати інтерактиви за дуже короткий проміжок часу. Деякі моделі взаємодії, представлені за допомогою засобів розробки, належать до різних категорій, таких як ігри, головоломки, засоби моделювання, засоби презентації тощо, які можна повністю налаштувати.